# تیبور تانتسوش
تیبور تانتسوش (مجاری: Tibor Tánczos) بازیگر تئاتر، سینما و تلویزیون اهل مجارستان بود.
از فیلم‌ها یا مجموعه‌های تلویزیونی که وی در آن‌ها نقش داشته‌است، می‌توان به میشل استروگف اشاره نمود.